# Застава M21
Застава М21 је савремена јуришна пушка, која се производи у фабрици наменских производа Застава оружју у Крагујевцу, први пут је представљена јавности августа 2004. године. Јуришна пушка М21 калибра 5,56 mm намењена је за уништавање незаштићених и балистичким прслуком заштићене живе силе на даљинама до 500 метара. Коришћењем потцевног бацача граната врло успешно се могу уништавати лакше оклопљена борбена и неборбена возила, задимљавати и осветљавати бојиште. Јуришна пушка М21 је предвиђена да замени Заставу М70 која је стандардна аутоматска пушка Војске Србије, која је постепено почела да уводи нову јуришну пушку у наоружање својих јединица 2008. Пушка постоји у верзији са дужом цеви М21 и са краћом цеви М21С, за специјалне јединице војске и полиције. Најновија варијанта је М21Ц (Ц за Carbine). Постоје оптички и ласерски нишан, дневни и ноћни.

## Историја

### Истраживања
Управа пешадије Генералштаба Војске Југославије је још 1997. године, у складу са савременим кретањима у развоју пешадијског наоружања и војне опреме за војника 21. века, почела да реализује нови модел јуришне пушке. Након петооктобарских промена 2000. године, Управа пешадије Генералштаба је окупила водећи тим у земљи за израду новог модела јуришне пушке, а на основу уклапања у програм „Партнерство за мир“, као и изради домаћег војног програма по узору на студијски програм CRISAT (Collaborative Research Into Small Arms Technology) из 1990. НАТО пакта који је заснован на америчком Главном војном плану за развој ручног ватреног оружја (Small Arms Master Plan, SAMP). Овај тим под окриљем Управе пешадије сачињавале су војне и цивилне научне установе и личности. Стручњаци из овог тима су на самом почетку одлучили да нова јуришна пушка буде базирана на аутоматској пушци АК-47, односно моделу Застава М70, која је и требало да се замени у оружаним снагама овим пројектом. Један од главних разлога за ову одлуку стручњака био је што у свету нема ни на видику технологије за наредних педесет година која може успешно да замени гасни повратни механизам система Калашњиков, чије су аутоматске пушке, узгред, биле најпродаваније у 20. веку, у свету. Међутим, главни задаци који су пред њима постављени били су израда нове цеви калибра 5,56 mm, као могућност постављена опто-електронских уређаја који у суштини представљају стандард НАТО-а, односно опто-електронски уређаји су нове технологије које су постале стандардне за војнике у свим јединицама, без обзира на намену, на почетку 21. века.

## Конструкција
Јуришна пушка калибра 5,56 mm функционише у најтежим климатским и теренским условима и одликује се највишим перформансама. Застава М21 има уграђену „Пикатини“ шину, која омогућава постављање оптичко-електронских уређаја који одговарају НАТО стандарду, а може имати ограничен рафал од три хица. Нова јуришна пушка представља конструкторско комбиновано решење два ранија модела, Заставе М70 и М80, ова последња је рађена у калибру 5,56 mm, и обе су засноване на систему позајмице барутних гасова, брављења и осталих механизама на принципу Калашњикова. Застава М21 направљена је од композитних материјала од којих је направљен оквир и замењени дрвени делови који су присутни код ранијих модела Заставиних оружја. Уграђен је обострани регулатор паљбе, као и шина која омогућава постављање оптичко-електронских уређаја који одговарају НАТО стандарду, оптички и ноћни нишан, ласерски обележивач циља (ЛОЦ) у видљивим и невидљивом спектру. Такође, омогућена је уградња потцевног бацача граната БГП-40, који се прави по узору на руско решење 40 mm „Кастјор“, БГ-15 и БГ-30. Поред класичног регулатора паљбе, који се налази са десне стране пушке, постављен је још један са леве стране пиштољског рукохвата, а међусобно су повезани. Кундак је преклопан и направљен је од чврстог полимера, а на задњи део се поставља гумени амортизер који служи код коришћења бацача граната. Предњи поткундак је направљен од полимера са вертикалним ребрима. Пиштољски рукохват је такође израђен од полимера.
Цев
Цев код Заставине јуришне пушке калибра 5,56 mm се производи у две варијанте, класично ожлебљена цев која носи ознаку М21 и полигонална цев М21Б. Цев је тврдо хромирана што обезбеђује дужи век цеви.
- Класична цев (КЦ) и
- Полигонална цев (ПЦ).

Нишани
Застава М21 је оружје модуларног типа на коју је постављен носач на коме се налази „Пикатини“ шина и зависно од борбеног задатка могу се поставити одговарајући опто-електронски уређаји по НАТО стандарду. Код Заставине јуришне пушке М21 постоји предњи и задњи отворени металан нишан, као и основни оптички нишани (ОН), који се монтирају и служе за гађање циљева дању, и то: 
- ОН М04 „ТЕЛЕОПТИК“ и
- ОН М04А „ЗРАК

Поред њих на „Пикатини“ шину се могу монтирати рефлекси нишан М04 „МАРС, ласерских обележивачи циља М04 „ИНФИЗ“ и М04А-АИМ2000, пасивни монокулар и нишани.
БГП-40
На пушку се може поставити потцевни бацач граната 40 mm (БГП-40) са којим се могу гађати циљеви од 50 до 400 м. Употребом БГП 40 mm постиже се ефикасна ватрена моћ на појединачне и групне циљеве, лако оклопљена борбена и неборбена возила, користећи димне граната може се створити димна завеса до 400 м.
Варијанте
У серијској производњи Застава оружје прави четири варијанте М21, снајперска, дуга и средња цев као и аутомат.
- M21 - дуга цев (460mm)
- M21A - средња цев (375mm)
- M21С - аутомат

## Тактичко техничке карактеристике
| Параметер                       | Подаци                         |
| ------------------------------- | ------------------------------ |
| Калибар                         | 5.56 mm (.223)                 |
| Метак                           | 5.56 x 45 mm                   |
| Почетна брзина зрна             | 914 м/с                        |
| Дужина цеви                     | 460 mm                         |
| Корак увијања жљебова           | 177,8 mm                       |
| Дужина пушке                    | 750 / 988 mm                   |
| Број жљебова у цеви             | 6 класична / 4 полидијагонална |
| Маса пушке (са празним оквиром) | 3,80 кг                        |
| Маса оквира (празан)            | 250 гр                         |
| Капацитет оквира                | 30 метака                      |
| Ефикасан домет                  | 500 м                          |
| Теоријска брзина гађања         | 560-680 мет/мин                |
| Практична брзина гађања         | 120 мет/мин                    |
| Принцип рада                    | Позајмица барутних гасова      |

### Главни делови
| Застава М21                          |
| Делови                               |
| Цев                                  |
| Гасна комора                         |
| Гасни цилиндар                       |
| Композитна облога                    |
| Скривач пламена                      |
| Сандук са рукохватом                 |
| Поклопац сандука                     |
| Повратни механизам                   |
| Носач затварача са клипом и затварач |
| Механизам за окидање                 |
| Преклопни кундак                     |
| Оквир                                |
| Нож са ножницом                      |
| Нишани                               |

## Државе кориснице
- Авганистан
- Азербејџан: Специјалне војне јединице.[3]
- Босна и Херцеговина:[4] Државна агенција за истраге и заштиту (СИПА) и специјалне полицијске јединице.
- Камерун[5]
- Јерменија:[6][7] Специјалне војне јединице.
- Јордан[4]
- Ирак: Међународне оружане снаге и Ирачка војска.[8][9]
- Македонија: Специјалне војне јединице. У употреби од 2005.[8][10]
- Перу[11]
- Србија[8]
- Исламска држава-непозната количина заробљена од Ирачке војске